# Kaffrine
Kaffrine è un centro abitato del Senegal, capoluogo della Regione di Kaffrine e del Dipartimento di Kaffrine.